# Cantone di Beaurepaire
Il Cantone di Beaurepaire era una divisione amministrativa dell'arrondissement di Vienne.
A seguito della riforma approvata con decreto del 18 febbraio 2014, che ha avuto attuazione dopo le elezioni dipartimentali del 2015, è stato soppresso.

## Composizione
Comprendeva i comuni di:
- Beaurepaire
- Bellegarde-Poussieu
- Chalon
- Cour-et-Buis
- Jarcieu
- Moissieu-sur-Dolon
- Monsteroux-Milieu
- Montseveroux
- Pact
- Pisieu
- Pommier-de-Beaurepaire
- Primarette
- Revel-Tourdan
- Saint-Barthélemy
- Saint-Julien-de-l'Herms